# Minoru Kitani
Minoru Kitani (jap. 木谷 実 Kitani Minoru; ur. 25 stycznia 1909 w Kobe, zm. 19 grudnia 1975) – japoński gracz go.
W 1933 r., wraz z Seigenem Go, Minoru Kitani opracował i spopularyzował nowy system fuseki – shinfuseki, będący jedną z podwalin nowoczesnego go.
Gra Minoru Kitani z Shūsaiem Hon’inbō, rozegrana w 1938 r., została opisana w powieści pt.: Meijin – mistrz go autorstwa noblisty Yasunariego Kawabaty.